# Medium Mark C
Der Kampfpanzer Medium C war eine Weiterentwicklung der bereits beim britischen Heer und der US Army im Dienst stehenden Panzerfahrzeuge. Er sollte der Hauptpanzer für die im Jahre 1919 geplanten Durchbruchschlachten werden und quasi als Kavallerie den großen Durchbruch bringen, was beim ersten Versuch (Schlacht bei Cambrai) 1917 misslungen war. Zwangsläufig vereinigte er in sich die Summe der Erfahrungen, die man im Umgang mit dem Mark IV und dem Mark A (Whippet) gemacht hatte. Ein großer Fortschritt war die Verbesserung des Kampfraumes, der nunmehr für die gesamte Mannschaft ausreichend Platz bot. Des Weiteren waren die Plätze der Besatzung jetzt mit einem Sprachrohrsystem miteinander verbunden. Der Motor befand sich in einem separaten Motorraum und nicht mehr im Kampfraum, was die Lärmbelästigung und den Qualm doch erheblich verminderte. Für eine bessere Belüftung sorgten zusätzliche Ventilatoren hinter dem Turm. Auch konnte dieses Fahrzeug von einem Fahrer beherrscht werden, was bei den Vorgängermodellen wie dem Mark IV noch völlig ausgeschlossen war. Verbesserungen beim Laufwerk waren nicht gelungen. Das Fahrzeug war nach wie vor ungefedert, was die maximale Geschwindigkeit von 13 km/h nur auf der Straße oder ebenem Gelände ermöglichte.
Es war der letzte Panzertyp, der so gebaut wurde.
Das Fahrzeug war ein sogenannter „weiblicher“ Panzer, da er nur über Maschinengewehre, nicht aber über eine Bordkanone verfügte. Der Turm war für die Unterbringung von fünf 7,7-mm-Hotchkiss-Maschinengewehren eingerichtet, vier wurden aber nur montiert. Die kleine Kommandantenkuppel auf dem Turm hatte eine Vorrichtung für ein Fliegerabwehr-MG.
Die Produktion von „männlichen“ Panzern mit einer Sechspfünder-Kanone in einer Walzenblende war projektiert, kam aber über einen Prototyp nicht hinaus.

## Produktion

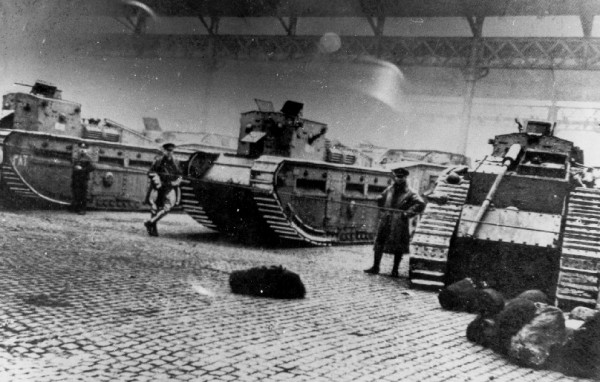
Medium-Mark-C-Panzer in Glasgow während der Battle of George Square 1919

Nachdem 1917 der Prototyp vorgeführt worden war, bestellte man sogleich 200 Fahrzeuge, im Oktober 1918 wurden nochmals 4.000 weibliche und 2.000 männliche Fahrzeuge geordert. Diese Bestellung wurde im November 1918 dann allerdings umgehend wieder rückgängig gemacht. Insgesamt wurden bis zum Kriegsende nur 36 Fahrzeuge gefertigt und danach noch 14, die bis ungefähr 1925 im Dienst blieben und dann allmählich von den Vickers Medium Mark II abgelöst wurden.